# Wurundjeri
Los wurundjeri son un pueblo de la nación aborigen australiana del grupo de lenguas Idioma woiwurrung y parte de la alianza Kulin que ocupa el valle del Birrarung, sus tributarios y la ubicación actual de la ciudad de Melbourne. Antes de la llegada de los europeos, vivieron como lo hacía la nación Kulin, de la tierra, predominantemente como cazadores-recolectores, por decenas de miles de años. Los cambios de clima debido a las estaciones, la disponibilidad de comida y otros factores determinaban en donde se ubicaban sus campamentos, muchos de ellos cerca del Birrarung y sus tributarios.
El pueblo wurundjeri hablaba el idioma woiwurrung. La palabra wurundjeri es relacionada con el término woiwurrung en el sentido que ambos se refieren a la misma región: wurundjeri se refiere a las personas que ocupan el territorio, mientras que woiwurrung se refiere al grupo lingüístico compartido por los clanes dentro del territorio. El territorio del pueblo wurundjeri se extendía al norte hasta la Gran Cordillera Divisoria, al este hasta Mount Baw Baw, al sur hasta Mordialloc Creek y al oeste hasta el río Werribee. Sus tierras compartían frontera con el pueblo gunai/kurnai al este en Gippsland, el pueblo bunurong al sur en la península de Mornington, y los dja dja wurrung y taungurong al norte. El pueblo wurundjeri toma sus nombres de la palabra wurun, que en inglés significa Manna Gum el nombre común en inglés del Eucalyptus viminalis, una especie de eucalipto muy común que crece a lo largo del Birrarung, y djeri, una larva que se encuentra en el árbol.

## Historia

### Prehistoria
Los wurundjeri han vivido en el área por unos 40.000 años, según Gary Presland. Vivían de la pesca, la caza y la recolección, y vivían cómodamente de las ricas fuentes de comida de Port Phillip tanto antes como después de la inundación hace unos 7.000 a 10.000 años, y las praderas aledañas.
En el Sitio Arqueológico Keilor fogón humano excavado en 1971 fue sometido a pruebas de carbono y se encontró que tenía más de 31.000 años, haciendo de Keilor uno de los primeros lugares de habitación humana en Australia. Se ha determinado que la edad de un cráneo humano encontrado en el lugar es de entre 12.000 y 14.700 años.
Se ha determinado que la edad de sitios arqueológicos en Tasmania y uno en las islas del Estrecho de Bass es de entre 20.000 y 35.000 años, cuando el nivel del mar era de 130 metros más bajo que el nivel actual, permitiendo así a los pueblos aborígenes a trasladarse desde la región del sur de Victoria a través del puente terrestre de la planicie bassiana hasta Tasmania hace por lo menos unos 35.000 años atrás.
Durante la Era de Hielo de 20.000 años AP, el área conocida hoy en día como Port Phillip hubiese sido tierra firme, y los ríos Yarra y Werribee se hubiesen unido para fluir a través de las cabezas en ese entonces al sur y suroeste a través de la llanura bassiana antes de encontrarse con el océano al oeste. Tasmania y las islas del Estrecho de Bass se separaron del continente australiano aproximadamente 12.000 años AP, cuando el nivel del mar era aproximadamente 50 metros menos que los niveles actuales. Port Phillip se inundó debido a los crecientes niveles del mar pos-glaciales hace unos 8.000 a 6.000 años atrás.
La historia oral y las historias de creación en los idiomas wada wurrung, woiwurrung y bun wurrung describen la inundación de la bahía. Hobsons Bay fue en su momento un terreno de caza de canguros. Las historias de creación describen como Bunjil fue responsable por la formación de la bahía, o la bahía se inundó cuando el río Yarra fue creado.).
Los wurundjeri extraían diorita en la cantera de hachas de piedra de Mount William, la cual era fuente de las muy valiosas cabezas de hachas de piedra verde. Estas cabezas eran muy valiosas y eran comercializadas a lo largo de una vasta área que se extendía desde Nueva Gales del Sur hasta Adelaida. La mina proveía una compleja red de comercio para intercambios sociales y económicos entre las diferentes naciones aborígenes en Victoria. La cantera había sido utilizada por más de 1.500 años y cubría 18 hectáreas que incluían excavaciones de varios metros de profundidad. En febrero de 2008 el lugar de la cantera fue incluido en la Australian National Heritage List debido a su valor cultural y arqueológico.

### Primer contacto

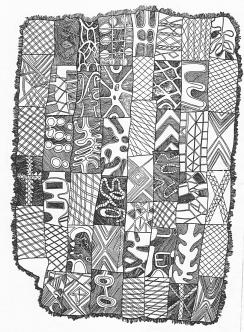
Capa de piel de possum costurada y burilada de origen wurundjeri (Museo de Melbourne).

Las tribus wurundjeri supieron de la existencia de los europeos a través de su relación cercana con el pueblo bunwurrung de la costa, el cual entró en contacto con la expedición de Baudin en el navío francés Le Naturaliste en 1801, y luego con el asentamiento británico en Sullivan Bay en 1803, cerca de la actual Sorrento, Victoria. William Buckley, un convicto, escapó de este asentamiento y vivió más de 30 años con el pueblo wada wurrung antes de encontrarse con la expedición de John Batman en 1835. En 1835 le dijo a George Langhorne:
 Frecuentemente los entretengo (los wada wurrung), cuando estamos sentados alrededor de las fogatas, con historias del pueblo inglés, casas, navíos - grandes cañones, etc. historias que ellos escuchan con mucha atención - y expresan gran asombro.
El pueblo bunwurrung, que vivía principalmente a lo largo de las costas de Port Phillip y Western Port, también eran el objeto de saqueos sobre sus campos por parte de cazadores de focas a partir de por lo menos el año 1809 hasta incluso 1833, ataques que por lo general eran violentos y terminaban con la muerte de sus hombres y abducción de sus mujeres para servir como esclavas sexuales en las islas en el estrecho de Bass en donde los cazadores tenían sus campamentos.  Esto impactaría los lazos económicos y sociales entre los wurundjeri y bunwurrung.
James Fleming, un miembro del equipo de Chares Grimes en the Cumberland que exploró los ríos Maryrinbynong y Yarra hasta Dights Falls en febrero de 1803 reportó pequeñas cicatrices de viruela en los aborígenes que encontró, indicando que una epidemia de esa enfermedad había arrasado con las tribus en los alrededores de Port Philip antes de 1803, reduciendo la población. Broome indica que dos epidemias de viruela decimaron la población de las tribus Kulin, matando posiblemente a la mitad en cada ocasión en 1790 y nuevamente en 1830. Los wurundjeri incorporaron estas epidemias en su tradición oral como el Mindi, una serpiente arcoíris del noroeste enviada para destruir o afligir cualquier persona por malos actos, siseando y esparciendo partículas blancas de su boca a través de las cuales se inhalaba la enfermedad.
Cualquier plaga se supone que es traida por el Mindye o cualquiera de sus crías. No tengo duda que, en generaciones pasadas, huba una horrible plaga de cólera o fiebre negra, y que el viendo de ese entonces, o algún otro fenómeno del noroeste ha dado lugar a la concepción de esta extraña criatura.

## Tratados
El 6 de junio de 1835 John Batman se reunió con ocho líderes del pueblo Wurundjeri, entre ellos Bebejan y Billibellary, los dueños tradicionales de las tierras en los alrededores del río Yarra. La reunión tuvo lugar en el costado de un pequeño arroyo, probablemente el Arroyo Merri y los documentos del tratado fueron firmados junto con un intercambio de bienes por ambas partes. Por un precio de compra que incluía tomahawks, cuchillos, tijeras, chaquetas, camisas rojas y un tributo anual de artículos similares, Batman obtuvo 200.000 hectáreas (2.000 kilómetros cuadrados) alrededor del río Yarra y la Bahía Corio. El valor total de los bienes se ha estimado en unas 100 libras esterlinas de la época. A cambio, los woiwurrung ofrecieron canastos trenzados con ejemplos de sus armas y dos capas de piel de possum, un artículo muy valorado. Luego de la firma del tratado, se llevó a cabo una celebración con los aborígenes de Parramatta, y el grupo de Batman bailó un corroboree.
El tratado fue importante porque fue el primer y único intento documentado en el que los colonos europeos negociaron su presencia y ocupación de tierras aborígenes. El tratado fue inmediatamente repudiado por el gobierno colonial en Sídney. En 1835 la proclamación del gobernador Richard Bourke implementó la doctrina de terra nullius sobre la cual se basó la colonización británica, reforzando el concepto de que la tierra no tenía dueño antes de la posesión británica y que los pueblos aborígenes no podían vender o asignar tierra y los individuos solo podían adquirirla a través de distribución por parte de la corona.

## Desposesión y conflicto

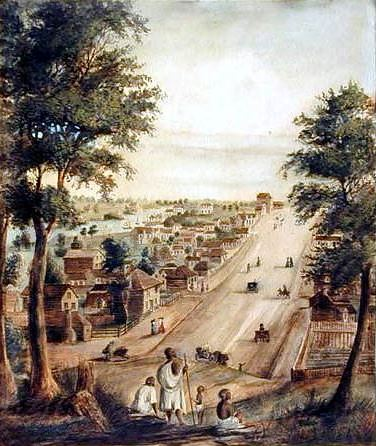
Wurundjeri cerca de Collins Street, Melbourne, 1839. Pintura al agua de W. Knight

Derrimut, un arweet de los bunurong informó que a los primeros colonos europeos enoctubre de 1835 de un inminente ataque por parte de "gente del norte". Los colonos se armaron y el ataque fue evitado. Benbow de los bunurong y Billibellary, de los wurundjeri, también actuaron para proteger a los colonos en lo que percibieron como parte de su deber de hospitalidad.
Un conflicto estalló en 1850 en la batalla de Yering, cerca del actual Warrandyte, evento en el cual la policía fronteriza capturó al líder Wurundjeri Jaga Jaga, provocando una confrontación violenta con unos 50 wurundjeri en la cual hubo disparos de fusil.
Desde 1843 Billibellary pidió tierras para que los wurundjeri se puedan asentar allí. Es posible que en agosto de 1850 los woiwurrung hayan solicitado tierras en Bullen, pero Thomas rechazó esta solicitud ya que se encontraba muy cerca del asentamiento blanco. En 1852 los woiworrung recibieron 782 hectáreas a lo largo del Yarra en Warrandyte, mientras que los boonwurrung recibieron 340 hectáreas en Mordialloc Creek. Estas reservas nunca tuvieron empleados blancos y no eran campos permanentes, sino que servían como centros de distribución en donde se entregaban cobijas y raciones, con la intención de mantenera a las tribus alejadas del creciente asentamiento de Melbourne. El Consejo de Protección Aborigen anuló estas dos reservas en 1862 y 1863, considerando que en ese entonces ya estaban demasiado cerca de Melbourne.

### Impacto social
Los pueblos wurundjeri y bunwurrong cargaron con gran parte de los efectos de la colonización británica en la Fundación de Melbourne a partir de 1835, con un descenso rápido en su población. En los 27 años después de la fundación de Melbourne, la población de los grupos que hablaban woiworung y bunurong fue reducida de 207 a 28 personas. Muchos murieron debido a las enfermedades traídas por los europeos, entre ellas enfermedades venéreas. La tasa de natalidad también se redujo drásticamente para los wurundjeri y bunurong, con solo cinco nacimientos entre 1838 y 1848, mientras que hubo 52 muertes en ese mismo periodo. Se ha especulado que comenzó a haber infanticidio en esos años. William Thomas advirtió en 1844 que "Estoy convencido de que el infanticidio está, desgracidamente, en alza y no puede ser detectado - su argumento tiene algo de sentido 'No buenos pickaninnys ahora sin país".

### Policía aborigen
Con órdenes de Charles La Trobe se creó un Cuerpo Policial Aborigen y fue aprobado por el gobierno en 1842 con la esperanza de "civilizar" a los hombres aborígenes. Tenía su base de operaciones en Narre Warren, pero luego fue trasladado a Merri Creek y continuó operando hasta su disolución en enero de 1853. Como el principal anciano wurundjeri, la cooperación de Billibellary con la propuesta fue importante para su éxito, y luego de deliberar apoyó la iniciativa e incluso se enlistó el mismo, pero renunció como un año después al darse cuenta de que la organización era utilizada para capturar e incluso matar a otros aborígenes. Hizo lo que pudo para socavar a esta unidad y como resultado de ello muchos oficiales nativos desertaro y muy pocos se quedaron en la fuerza por más de tres o cuatro años. La participación en esta policía no evitó que los aborígenes participaran de ceremonias tribales, reuniones y rituales.

### Coranderrk
En 1863 se les otorgó a los miembros wurundjeri que habían sobrevivido, al igual que otros hablantes de woiwurrung, 'ocupación permisiva' de la Estación de Coranderrk, cerca de Healesville y fueron reubicados forzosamente. Pese a numerosas peticiones, cartas y delegaciones ante el gobierno federal y colonial, la entrega total de esta tierra en compensación por la pérdida de su país fue rechazada. Coranderrk fue clausurado en 1924 y sus habitantes fueron reubicados nuevamente a Lake Tyers en Gippsland.

### Wurundjeri en la actualidad
Todos los woiwurrung y wurundjeri que quedan hoy en día son descendientes de Bebejan, a través de su hija Annie Borate (Boorat), y de allí, su hijo Robert Wandin (Wandoon). Bebejan fue un Ngurungaeta del pueblo wurundjeri y estuvo presente en la firma del 'tratado' de John Batman en 1835. Joy Murphy Wandin, un Wurundjeri Anciano, explica la importancia de conservar la cultura wurundjeri:
Los años anteriores, la cultura wurundjeri estuvo socavada debido a la prohibición que tenía gente de "hablar sobre la cultura" y el idioma. Otra pérdida fue la de los niños que eran removidos de sus familias. Hoy en día, parte del conocimiento del pasado debe ser encontrado y recolectado de documentos. Al encontrarlos y hacer esto, los wurundjeri traerán su pasado al presente y recrearán un lugar al que pertenecen. Un "lugar de resguardo" debería existir para guardar información para generaciones futuras  de nuestra gente, no para ser una vitrina para el mundo, no como un recurso para ganar dinero. Estoy trabajando para mantener la cultura wurundjeri para el pueblo wurundjeri en el futuro.
En 1985 se creó el Wurundjeri Tribe Land Compensation and Cultural Heritage Council (Consejo de la Tribu Wurundjeri para la Compensación de Tierras y Herencia Cultural) para cumplir con roles regulatorios otorgados por la legislación federal y del estado de Victoria y para crear conciencia sobre la cultura wurundjeri y su historia en la comunidad en general.
Los ancianos wurundjeri atienden con regularidad eventos en los cuales reciben a visitantes con el tradicional saludo en idioma woiwurrung:
Wominjeka yearmenn koondee-bik Wurundjeri-Ballak, que simplemente significa, Bienvenidos a la tierra del pueblo wurundjeri

## Estructura, fronteras y uso de tierras
Las comunidades consistían de seis o más (dependiendo de la extensión del territorio) grupos terratenientes llamados clanes que hablaban un idioma relacionado y estaban conectados a través de intereses, tótems, iniciativas de comercio y conexiones maritales mutuas y culturales. El acceso a la tierra y los recursos, como los Birrarung, por parte de otros clanes, era restringido en ocasiones dependiendo del estado del recurso en cuestión. Por ejemplo; si un río o arroyo había sido utilizado para pesca en forma regular durante la temporada de pesca y el suministro de peces estaba a la baja, la pesca era limitada o detenida por completo por el clan que era dueño del recurso hasta que los peces se recuperasen. Durante este tiempo otros recursos eran utilizados como alimento. Esto aseguraba la sustentabilidad de los recursos disponibles. Al igual que con la mayoría de los territorios Kulin, penalidades como el ser arponeado eran aplicadas a los que incumplían con las restricciones. Hoy en día, las ubicaciones tradicionales de los clanes, grupos lingüísticos y fronteras ya no se utilizan y los descendientes del pueblo wurundjeri viven como parte de la sociedad australiana moderna.

### Clanes
Por lo general se cree que antes de la llegada de los europeos, había seis clanes diferentes:
- Wurundjeri-balluk & Wurundjeri-willam: valle de Yarra, área de pesca del río Yarra hasta Heidelberg
- Balluk-willam: sur del valle de Yarra hasta Dandenong, Cranbourne, pantano de Koo-wee-rup
- Gunnung-willam-balluk: este de la Gran Cordillera Divisoria y norte de Lancefield
- Kurung-jang-balluk: río Werribee hasta Sunbury
- Marin-balluk (Boi-berrit): la tierra al oeste del río Maribyrnong y Sunbury
- Kurnaje-berreing: la tierra entre los ríos Maribyrnong y Yarra

### Diplomacia
Cuando gente extranjera pasaba por tierras wurundjeri o era invitada a estas, se realizaba la ceremonia de Tanderrum ("libertad del bosque"). Esto permitía a los extranjeros pasar libremente por tierras wurundjeri y utilizarlas al igual que sus recursos. Era un ritual diplomático que involucraba la hospitalidad del terrateniente y un ritual de intercambio de regalos.

## Idioma
El pueblo wurundjeri formaban parte del grupo lingüístico woiwurrung; cada clan hablaba una variación pequeña del idioma woiwurrung. Algunos términos básicos incluyen;
- bulluk, balluk: pantano
- Nira: cueva
- willam, wilam, Illam, yilam: choza, campamento, madera
- gunung, gunnung: río
- ngamudji: los colores rojos durante el atardecer, hombre blanco
- El Movimiento Jindyworobak dice haber tomado su nombre de la frase woiwurrung jindi worobak, que significa anexar o unir.

## Religión
Los wurundjeri comparten el mismo sistema de creencias que el resto de los pueblos Kulin, basado en una época de creación conocida como el Tiempo del Sueño que data de una era remota en la historia cuando los ancestros creadores conocidos como los Primeros Pueblos viajaron a través del continente, creando y dando nombre a las cosas en su paso. La tradición oral de los aborígenes australianos y sus valores religiosos están basados en la reverencia hacia la tierra y una creencia en este Tiempo del Sueño. El sueño es la antigua época de creación al igual que la realidad presente del sueño. Existe una gran variedad de grupos, cada uno con su propia cultura, sistema de creencias e idiomas. Estas culturas se cruzaron de una manera u otra con el paso del tiempo y evolucionaron. Los tótems del pueblo wurundjeri son mitad Bunjil, el águila-halcón, y Waang, el cuervo.

### Historias del tiempo del sueño
- La historia de la creación de Bunjil & Pallian: Bunjil es el espíritu creador de los pueblos Kulin.
- Historia de la creación de Birrarung: formación del río Birrarung.[10]
- Mindi: Mindi es una serpiente arcoiries del noroeste que trae enfermedades a todos aquellos que se han portado mal, pero no puede actuar sin el permiso de Bunjil.[39]

## Recreación
William Thomas, un Protector de Aborígenes en Victoria observó a los wurundjeri jugando una partida de Marn grook en 1841, según Robert Brough-Smyth, en su libro de 1878 The Aborigines of Victoria (en español, Los Aborígenes de Victoria):
 Los hombres y los niños se reunían alegremente cuando se iba a jugar este juego. Se debe hacer un balón de piel de possum, algo elástico, pero firme y fuerte. Los participantes de este juego no lanzan el balón como lo haría un hombre blanco, sino que lo sueltan y al mismo tiempo lo patean. Los hombres más altos tienen las mejores chances de ganar. Algunos de ellos salta hasta cienco pies desde la tierra para atrapar el balón. La persona que captura el balón lo patean. Esto continúa por horas y pareciera que los nativo nunca se cansan del ejercicio.
El deporte era el favorito del clan Wurundjeri-william y los equipos algunas veces eran basados en los semidioses totémicos de Bunjil y Waang. Robert Brough-Smyth vio un partido jugado en la misión de Coranderrk , en donde el ngurungaeta William Barak había desincentivado la participación en juegos importados como el críquet e incentivado la participación en el juego tradicional de marn grook. Hoy en día existe un debate sobre si este juego influenció o fue el origen del Fútbol Australiano.
Para 1862, los wurundjeri eran "vistos con frecuencia en sus sacos de piel de possum, armados con lanzas y replegados en la colina deshabitada al norte de Collingwood en donde acampaban con sus perros, jugaban al fútbol con un balón de piel de possum y peleaban con otros aborígenes", según indicaron los investigadores McFarlane y Roberts en el Herald Sun en 2007.

## Lugares de importancia

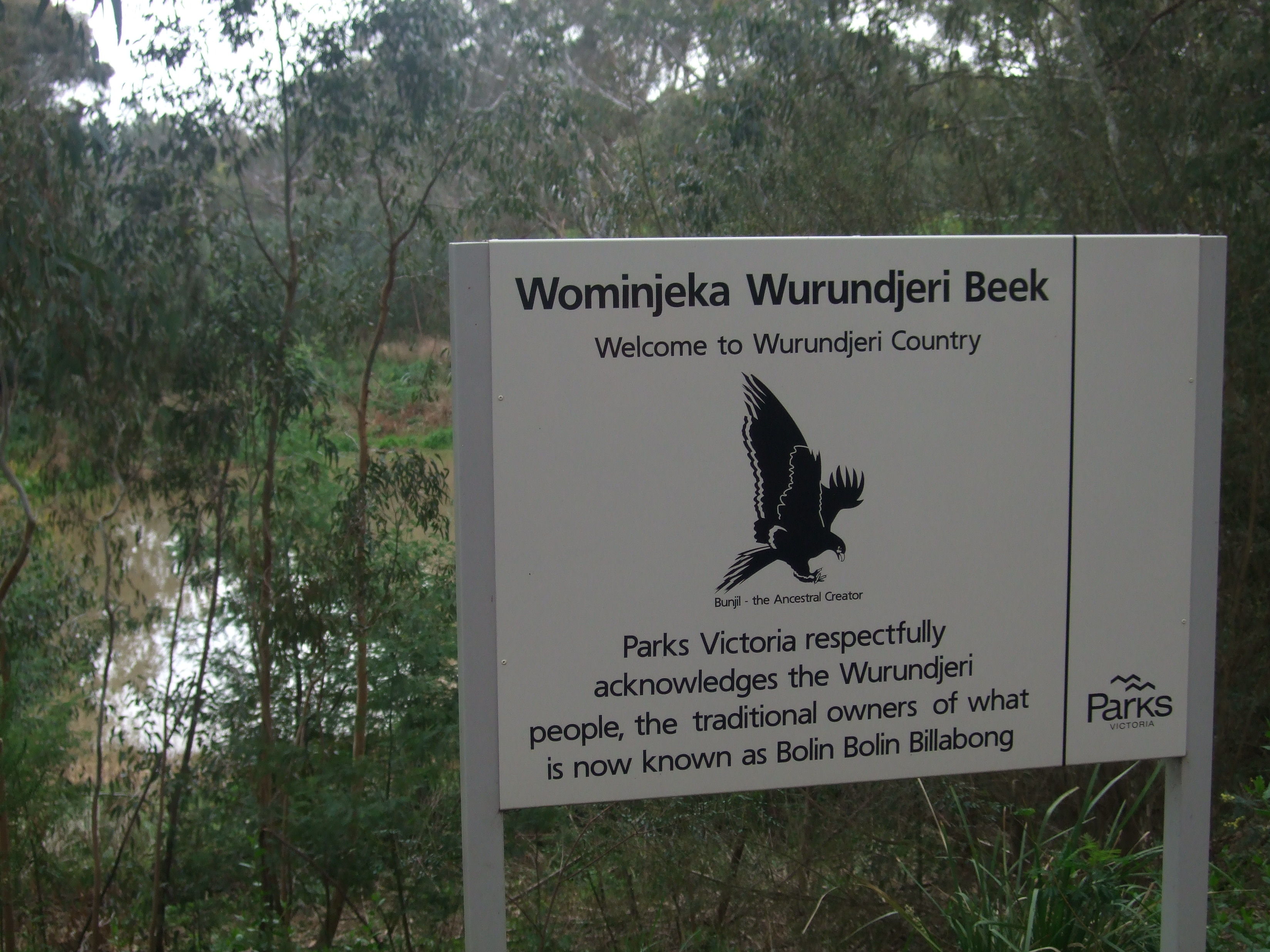
Bolin Bolin Billabong en Bulleen, Victoria, una extensión del río cortada aproximadamente en el 1100 AD

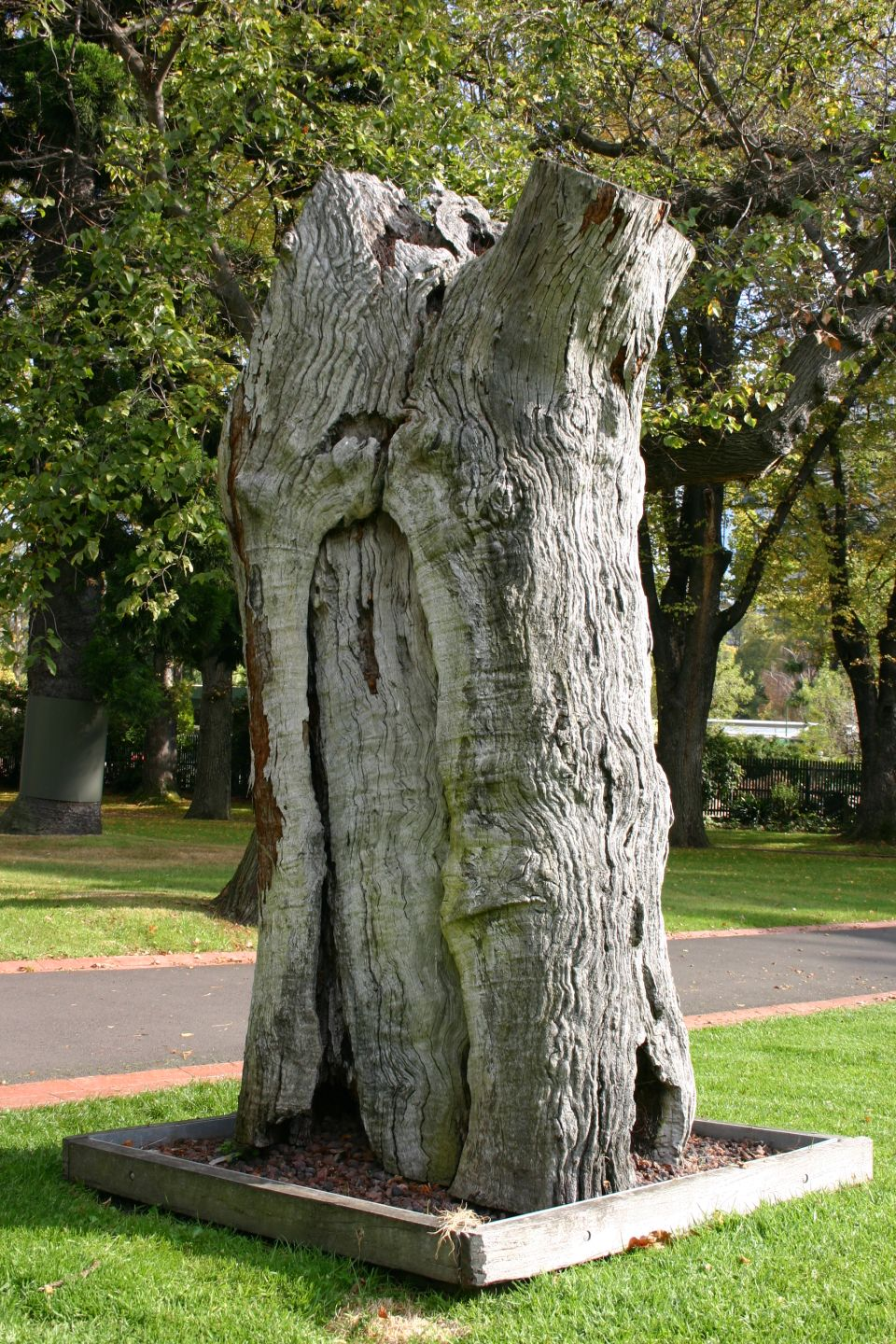
Árbol marcado en Fitzroy Gardens, Melbourne; la cicatriz es dejada luego de que una canoa ha sido cortada de su tallo.

Existen varios sitios de importancia, en particular los encontrados cerca de los ríos Yarra y Maribyrnong y el arroyo Creek en donde se llevaban a cabo los corroboree entre los clanes y tal vez con territorios vecinos para compartir con música y bailes, además de comerciar e intercambiar noticias. Otros lugares de importancia para los wurundjeri incluyen a:
- Lugar de Descanso King's Domain: En 1985 los restos de 38 aborígenes victorianos que se encontraban en el Museo de Victoria, incluyendo restos de personas wurundjeri, fueron re-enterrados aquí.[43]
- Queen Victoria Market: cementerio de muchos aborígenes al igual que colonos europeos.[44]
- Esquina de las calles Franklin y Bowen: Las primeras ejecuciones públicas tuvieron lugar en Melbourne el 20 de enero de 1842 cuando dos aborígenes de Tasmania, Tunnerminnerwait y Maulboyheenner, fueron ejecutados por liderar un movimiento de resistencia al estilo de guerrilla en los alrededores de Western Port.[45][46]
- Jolimont: reuniones de los territorios Kulin alrededor del sitio del MCG y Yarra Park. Véase también el árbol marcado de Fitzroy Gardens.[47]
- Parque Bundoora: Utilizado en forma extensiva para la extracción de madera y silcreta, quince sitios arqueológicos se encuentran en la zona.[48]
- Árbol Corroborree de Burnley Park[49]
- Parque Fawkner: lugar para campamentos favorito[50]
- Bolin Bolin Billabong en Bulleen: lugar de interacción social y sagrada entre clanes.[51]
- Colina de Gellibrand y Valle del arroyo Moonee Ponds. Una expedición arqueológica de 1991 encontró 31 lugares de importancia.[52]
- Birrarung: el principal río que fluye por el territorio, una fuente importante de comida y un lugar de encuentro.[53]
- Warrandyte: una quebrada en un tramo del Birrarung cuyo nombre proviene de las acciones de Bunjil, un personaje del Tiempo del Sueño.
- Pound Bend, Warrandyte
- Cantera de hachas de piedra Mount William cerca de Lancefield: fabricación de herramientas[54]
- Área de Dights Falls: lugar de encuentro para corroborees, ubicación de la escuela de la misión, Unidad de Policía Aborigen[55]
- Árbol Marcado de Heidee, Templestowe[56]
- Arroyo Merri, incluyendo el lugar del tratado con John Batman[57]
- Solomons Ford en el  río Maribyrnong: lugar de trampas para peces y anguilas.[58]
- Lily Street Lookout, Avondale Heights[59]
- Brimbank Park, Keilor. Más de 25 sitios arqueológicos.[60]
- Cantera de Taylors Creek, Keilor.[61]
- Los anillos de tierra de Sunbury earth rings, Sunbury[62]
- Misión de Coranderrk, Healesville[63]

## Personas wurundjeri notables

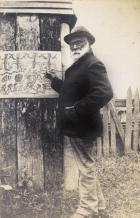
William Barak en Coranderrk

Algunas de las personas de origen wurundjeri más notables durante la época del asentamiento británico incluyen a:
- Billibellary, (1799–1846): ngurungaeta del clan Wurundjeri-willam
- Simon Wonga (1824–1874): ngurungaeta e hijo de Billibellary
- William Barak (1824–1903): el último ngurungaeta tradicional del clan Wurundjeri-willam
- Tullamareena: presente durante la fundación de Melbourne
- Derrimut (1810–1864): un anciano Bunurong asociado con los woiwurrung

Otros wurundjeri notables incluyen a:
- Joy Murphy Wandin: anciano
- James Wandin (1933–2006): ngurungaeta y jugador de fútbol australiano
- Murrundindi: ngurungaeta desde 2006